# Жерве (Орегон)
Жерве (англ. Gervais) — місто (англ. city) в США, в окрузі Меріон штату Орегон. Населення — 2595 осіб (2020).

## Географія
Жерве розташований за координатами 45°6′28″ пн. ш. 122°53′46″ зх. д. / 45.10778° пн. ш. 122.89611° зх. д. (45.107779, -122.896174).  За даними Бюро перепису населення США в 2010 році місто мало площу 1,00 км², уся площа — суходіл.

## Демографія
Згідно з переписом 2010 року, у місті мешкали 2464 особи в 579 домогосподарствах у складі 506 родин. Густота населення становила 2458 осіб/км².  Було 628 помешкань (626/км²).
Расовий склад населення:
| - 52,4 % — білих - 3,7 % — корінних американців - 0,9 % — азіатів - 0,6 % — чорних або афроамериканців - 38,0 % — осіб інших рас |

До двох чи більше рас належало 4,5 %. Частка іспаномовних становила 67,1 % від усіх жителів.
За віковим діапазоном населення розподілялося таким чином: 37,3 % — особи молодші 18 років, 59,0 % — особи у віці 18—64 років, 3,7 % — особи у віці 65 років та старші. Медіана віку мешканця становила 26,3 року. На 100 осіб жіночої статі у місті припадало 110,4 чоловіків;  на 100 жінок у віці від 18 років та старших — 107,8 чоловіків також старших 18 років.
Середній дохід на одне домашнє господарство  становив 58 292 долари США (медіана — 51 339), а середній дохід на одну сім'ю — 55 388 доларів (медіана — 50 507). Медіана доходів становила 32 708 доларів для чоловіків та 25 385 доларів для жінок. За межею бідності перебувало 18,5 % осіб, у тому числі 27,2 % дітей у віці до 18 років та 8,5 % осіб у віці 65 років та старших.
Цивільне працевлаштоване населення становило 1201 осіб. Основні галузі зайнятості: роздрібна торгівля — 17,8 %, виробництво — 14,5 %, освіта, охорона здоров'я та соціальна допомога — 14,2 %.